# Liste des membres du Conseil des États suisse (2023-2027)
Pour un article plus général, voir Liste des membres du Conseil des États suisse.
Cet article donne la liste des membres du Conseil des États pendant la 52e législature de l'Assemblée fédérale suisse (2023-2027). Ils sont en fonction du 4 décembre 2023 au 5 décembre 2027.

## Membres
| Photo                       | Nom                         | Parti  | Canton                       | Conseiller d'Etat depuis          |
| --------------------------- | --------------------------- | ------ | ---------------------------- | --------------------------------- |
| Thierry Burkart             | Thierry Burkart             | PLR    | Argovie                      | 2 décembre 2019                   |
| Marianne Binder-Keller      | Marianne Binder-Keller      | Centre | Argovie                      | 4 décembre 2023                   |
| Andrea Caroni               | Andrea Caroni               | PLR    | Appenzell Rhodes-Extérieures | 30 novembre 2015                  |
| Daniel Fässler              | Daniel Fässler              | Centre | Appenzell Rhodes-Intérieures | 3 juin 2019                       |
| Maya Graf                   | Maya Graf                   | PES    | Bâle-Campagne                | 2 décembre 2019                   |
| Eva Herzog                  | Eva Herzog                  | PS     | Bâle-Ville                   | 2 décembre 2019                   |
| Flavia Wasserfallen         | Flavia Wasserfallen         | PS     | Berne                        | 4 décembre 2023                   |
| Werner Salzmann             | Werner Salzmann             | UDC    | Berne                        | 2 décembre 2019                   |
| Isabelle Chassot            | Isabelle Chassot            | Centre | Fribourg                     | 29 novembre 2021                  |
| Johanna Gapany              | Johanna Gapany              | PLR    | Fribourg                     | 2 décembre 2019                   |
| Mauro Poggia                | Mauro Poggia                | MCG    | Genève                       | 4 décembre 2023                   |
| Carlo Sommaruga             | Carlo Sommaruga             | PS     | Genève                       | 2 décembre 2019                   |
| Benjamin Mühlemann          | Benjamin Mühlemann          | PLR    | Glaris                       | 4 décembre 2023                   |
| Mathias Zopfi               | Mathias Zopfi               | PES    | Glaris                       | 2 décembre 2019                   |
| Stefan Engler               | Stefan Engler               | Centre | Grisons                      | 5 décembre 2011                   |
| Martin Schmid               | Martin Schmid               | PLR    | Grisons                      | 5 décembre 2011                   |
| Mathilde Crevoisier Crelier | Mathilde Crevoisier Crelier | PS     | Jura                         | 15 décembre 2022                  |
| Charles Juillard            | Charles Juillard            | Centre | Jura                         | 2 décembre 2019                   |
| Damian Müller               | Damian Müller               | PLR    | Lucerne                      | 30 novembre 2015                  |
| Andrea Gmür                 | Andrea Gmür-Schönenberger   | Centre | Lucerne                      | 2 décembre 2019                   |
| Baptiste Hurni              | Baptiste Hurni              | PS     | Neuchâtel                    | 4 décembre 2023                   |
| Fabien Fivaz                | Fabien Fivaz                | PES    | Neuchâtel                    | 2 juin 2025                       |
| Hans Wicki                  | Hans Wicki                  | PLR    | Nidwald                      | 30 novembre 2015                  |
| Erich Ettlin                | Erich Ettlin                | Centre | Obwald                       | 30 novembre 2015                  |
| Hannes Germann              | Hannes Germann              | UDC    | Schaffhouse                  | 16 septembre 2002                 |
|                             | Severin Brüngger            | PLR    | Schaffhouse                  | (en attente de prise de fonction) |
| Pirmin Schwander            | Pirmin Schwander            | UDC    | Schwytz                      | 4 décembre 2023                   |
| Petra Gössi                 | Petra Gössi                 | PLR    | Schwytz                      | 4 décembre 2023                   |
| Pirmin Bischof              | Pirmin Bischof              | Centre | Soleure                      | 12 décembre 2011                  |
| Franziska Roth              | Franziska Roth              | PS     | Soleure                      | 4 décembre 2023                   |
| Benedikt Würth              | Benedikt Würth              | Centre | Saint-Gall                   | 3 juin 2019                       |
| Esther Friedli (2019)       | Esther Friedli              | UDC    | Saint-Gall                   | 30 mai 2023                       |
| Marco Chiesa                | Marco Chiesa                | UDC    | Tessin                       | 2 décembre 2019                   |
| Fabio Regazzi               | Fabio Regazzi               | Centre | Tessin                       | 4 décembre 2023                   |
| Brigitte Häberli-Koller     | Brigitte Häberli-Koller     | Centre | Thurgovie                    | 5 décembre 2011                   |
| Jakob Stark                 | Jakob Stark                 | UDC    | Thurgovie                    | 2 décembre 2019                   |
| Josef Dittli                | Josef Dittli                | PLR    | Uri                          | 30 novembre 2015                  |
| Heidi Z’graggen             | Heidi Z’graggen             | Centre | Uri                          | 2 décembre 2019                   |
| Pascal Broulis              | Pascal Broulis              | PLR    | Vaud                         | 4 décembre 2023                   |
| Pierre-Yves Maillard        | Pierre-Yves Maillard        | PS     | Vaud                         | 4 décembre 2023                   |
| Beat Rieder                 | Beat Rieder                 | Centre | Valais                       | 30 novembre 2015                  |
| Marianne Maret              | Marianne Maret              | Centre | Valais                       | 2 décembre 2019                   |
| Peter Hegglin               | Peter Hegglin               | Centre | Zoug                         | 30 novembre 2015                  |
| Matthias Michel             | Matthias Michel             | PLR    | Zoug                         | 2 décembre 2019                   |
| Daniel Jositsch             | Daniel Jositsch             | PS     | Zurich                       | 8 décembre 2015                   |
| Tiana Angelina Moser        | Tiana Angelina Moser        | PVL    | Zurich                       | 4 décembre 2023                   |

## Membres n'ayant pas terminé la législature
| Photo         | Nom           | Parti | Canton      | Entrée          | Départ        | Raison                                   | Remplacé par     |
| ------------- | ------------- | ----- | ----------- | --------------- | ------------- | ---------------------------------------- | ---------------- |
| Simon Stocker | Simon Stocker | PS    | Schaffhouse | 4 décembre 2023 | 24 mars 2025  | Élection annulée par le Tribunal fédéral | Severin Brüngger |
| Céline Vara   | Céline Vara   | PES   | Neuchâtel   | 2 décembre 2019 | 1er juin 2025 | Élection au Conseil d'État de Neuchâtel  | Fabien Fivaz     |